# Coroiești (okręg Hunedoara)
Coroiești – wieś w Rumunii, w okręgu Hunedoara, w gminie Sălașu de Sus. W 2011 roku liczyła 175 mieszkańców.